# El Cubo de Tierra del Vino
El Cubo de Tierra del Vino és un municipi de la província de Zamora, a la comunitat autònoma de Castella i Lleó. Limita al nord amb Peleas de Arriba, al sud amb la província de Salamanca, a l'est amb El Maderal i Cuelgamures, i a l'oest amb Mayalde.

## Demografia
| 1991 | 1996 | 2001 | 2004 |
| ---- | ---- | ---- | ---- |
| 493  | 507  | 465  | 445  |